# Мартыненко, Светлана Владимировна
Светлана Владимировна Мартыненко (5 мая 1977) — российская женщина-борец вольного стиля, бронзовый призер чемпионата мира, победительница, бронзовый и двукратный серебряный призер чемпионаты Европы, бронзовый и двукратный серебряный призер Кубков мира. Заслуженный мастер спорта России по вольной борьбе.

## Биография
Борьбой начала заниматься с 1998 года. Выступала за борцовский клуб ДЮСШОР-95, Москва. Тренировалась у заслуженного тренера СССР Томаса Барбы. После завершения активных выступлений на борцовском ковре перешла на тренерскую работу. Тренер кадетской женской сборной России по вольной борьбе.

## Выступления на Чемпионатах мира
| Соревнования                  | Сборная | Весовая категория | Место  |
| ----------------------------- | ------- | ----------------- | ------ |
| Чемпионат мира по борьбе 2002 | Россия  | 72 кг             | 13     |
| Чемпионат мира по борьбе 2003 | Россия  | 67 кг             | Бронза |

## Выступления на Чемпионатах Европы
| Соревнования                    | Сборная | Весовая категория | Место   |
| ------------------------------- | ------- | ----------------- | ------- |
| Чемпионат Европы по борьбе 2000 | Россия  | 75 кг             | 6       |
| Чемпионат Европы по борьбе 2001 | Россия  | 75 кг             | Серебро |
| Чемпионат Европы по борьбе 2002 | Россия  | 72 кг             | Золото  |
| Чемпионат Европы по борьбе 2004 | Россия  | 67 кг             | Бронза  |
| Чемпионат Европы по борьбе 2005 | Россия  | 72 кг             | Серебро |

## Выступления на Кубках мира
| Соревнования                      | Сборная | Весовая категория | Место   |
| --------------------------------- | ------- | ----------------- | ------- |
| Кубок мира по женской борьбе 2001 | Россия  | 75 кг             | Серебро |
| Кубок мира по женской борьбе 2002 | Россия  | 72 кг             | Бронза  |
| Кубок мира по женской борьбе 2003 | Россия  | 67 кг             | Серебро |

## Выступления на других соревнованиях
| Соревнования                     | Сборная | Весовая категория | Место  |
| -------------------------------- | ------- | ----------------- | ------ |
| Гран-при Германии по борьбе 2002 | Россия  | 72 кг             | Золото |
| Klippan Lady Open 2003           | Россия  | 72 кг             | 4      |
| Тестовый турнир FILA 2004        | Россия  | 72 кг             | 4      |